# Видайш
Видайш (порт. Vidais) — район (фрегезия) в Португалии, входит в округ Лейрия. Является составной частью муниципалитета Калдаш-да-Раинья. По старому административному делению входил в провинцию Эштремадура. Входит в экономико-статистический субрегион Оэште, который входит в Центральный регион. Население составляет 1178 человек на 2001 год. Занимает площадь 22,21 км².
Покровителем района считается Дева Мария (порт. Nossa Senhora das Dores).